# 派偉俊
林煒竣（英語：Patrick Brasca，1999年9月6日—），藝名派偉俊，台灣創作歌手。21歲時從網路竄起，以《Don't wanna lie》、《忘記你》、《Cold》等熱門單曲突入大眾視野。杰威爾音樂旗下藝人，曾以個人首張創作專輯《燥熱Angst》，入圍第12屆金音創作獎「最佳嘻哈專輯」獎項。2022年起，開始擔任婁峻碩、陳零九等歌手的單曲製作人，並於2023年發行個人第二張全創作專輯《Hol!day 去妳的假日》。

## 經歷

### 幼年時期
父親為意大利裔加拿大人，母親為台灣人，家中共有6個兄弟姊妹。3歲時受到爸爸的影響愛上音樂，剛開始憑節奏本能敲打非洲鼓，經常與父親在淡水街頭演出。隨著年齡漸長，派偉俊對音樂的渴望依舊十分強烈，這份執著打動了他的媽媽，即使家中經濟條件並非相當寬裕，依舊盡其所能地送派偉俊到音樂教室學習吉他。8歲時，吉他老師在因緣際會之下替他報名兒童歌唱節目「超級童盟會」，一時之間以混血臉孔及吉他彈唱少年的形象成為各大音樂節目寵兒，其中包括綜藝大哥大、超級模王大道、鑽石夜總會等節目。後來雖止步於8強，卻也因此累積許多舞台經驗。

### 音樂事業
2012年參加哈林所主持的節目「哈林哈時尚」，因節目錄製時間延遲，派偉俊的表演被迫取消，只好在後台等候，為了打發時間，派偉俊索性練起吉他，當集嘉賓周杰倫正好經過，當場替因見到偶像而興奮不已的派偉俊簽名吉他以作留念。通告結束後，周杰倫對年幼而有音樂天份的派偉俊念念不忘，於是委託舞者朋友透過Facebook表達見面意願，然而由於機會來得太不真實，派媽便以為是詐騙不予理會，因此錯失第一次機緣。但周杰倫依舊將此事放在心上，某個週末，他正巧在派偉俊家附近，便二度傳訊表示可以見面聊聊，派偉俊當下感到非常不可置信，馬上和姊姊下樓接待。此次會面後不久，派偉俊即正式被簽入杰威爾音樂，就此展開一段奇緣。
進入唱片公司後，派偉俊以既有音樂基礎（吉他、爵士鼓、鋼琴）開始接受公司安排的相關課程，同時透過網路自學編曲知識，並開始嘗試創作累積Demo。2015年，派偉俊以16歲之姿發行第一張數位EP《我的時代》。此後陸續為偶像劇「戀愛鄰距離」、電影「功夫熊貓3」、「2016國際少年運動會」、「2017淘寶造物節」等項目譜寫主題曲，小小年紀即展現不凡的創作能量。此時，派偉俊的音樂作品多以青春期的所知所感為題，將青澀純真的少年情懷輔以EDM電音元素呈現，在華語市場中令人耳目一新，並且建立了較為正面的初印象。2019年時，為了備考大學，派偉俊將重心暫時回歸學業。
升上大學後，派偉俊與許多年齡相仿的音樂人透過網路相識，也開始一起交流寫歌。2020年2月，派偉俊與新生代網路歌手8lak、Hosea合作發行單曲《Don't wanna lie》，以自流量在串流平台上獲得廣大迴響，一年內即突破六百萬MV觀看人次。2020年10月，派偉俊緊接著推出個人首張創作專輯《燥熱》，除了參與百分之八十的詞曲創作，更在作品中融合Pop、R&B、New wave、Hip Hop、Indie Rock⋯⋯等曲風元素，正式將更趨成熟的音樂風格展現給大眾。除了華語流行音樂，派偉俊偶爾也會在社群上發表歌曲Remix，並接受各大夜店邀請擔任客場DJ，同步開始發展電音領域。2021年，派偉俊與好友莫宰羊合作推出單曲《Cold》，隨即以抓耳的副歌旋律及新潮的舒適聽感獲得大眾喜愛，在串流平台上取得不錯的成績。同年，以專輯《燥熱》入圍第12屆金音獎「最佳嘻哈專輯」獎項。2024年7月4日舉辦個人演唱會《Dreaming Out Loud》。

## 音樂作品

### 專輯
| #   | 專輯名稱       | 發行日期       | 廠牌       | 曲目 |
| --- | -------------- | -------------- | ---------- | --- |
| 1st | 《燥熱》       | 2020年10月23日 | 杰威爾音樂 | 曲目 1. 蝴蝶 2. 香檳配你的美(feat. Angie) 3. 偷渡 4. Somebody 5. Don't Wanna Lie(feat. 8lak, Hosea) 6. You Are 7. 我不說愛你 8. 火柴 9. Runaway 10. 燥熱  |
| 2nd | 《去妳的假日》 | 2023年9月28日  | 杰威爾音樂 | 曲目 1. Sweet Dreams 2. Holiday 3. 最後一次心碎 4. Don't Waste My Love(feat. 婁峻碩) 5. Lost Cause 6. Drinking On A Tuesday 7. MAMA(feat. 高爾宣) 8. IDFK |

### EP
| #   | EP名稱       | 發行日期       | 廠牌       | 曲目 |
| --- | ------------ | -------------- | ---------- | --- |
| 1st | 《我的時代》 | 2015年10月30日 | 杰威爾音樂 | 曲目 1. 保護你 (偶像劇《戀愛鄰距離》主題曲) 2. 我的時代 (世界12強棒球賽片尾曲、偶像劇《戀愛鄰距離》插曲、偶像劇《我的30定律》片頭曲) 3. 我喜歡你 (偶像劇《戀愛鄰距離》插曲) |

### 單曲
| 發表日期   | 歌曲                                                      | 作詞                            | 作曲                            | 備註                               |
| 2015年12月 | 我喜歡你 （页面存档备份，存于）                           | 派偉俊                          | 派偉俊                          | 偶像劇「戀愛鄰距離」插曲           |
| 2016年1月  | TRY （页面存档备份，存于）                                | 中文詞：方文山 英文詞：冼佩瑾   | 派偉俊                          | 電影《功夫熊貓3》全球主題曲        |
| 2016年6月  | Be Strong （页面存档备份，存于）                          | 派偉俊                          | 派偉俊                          | 2016 國際少年運動會 主題曲         |
| 2016年12月 | 敵人是誰 （页面存档备份，存于）                           | 方文山                          | 派偉俊                          | 電影「王牌御史」主題曲             |
| 2017年1月  | 超能力 （页面存档备份，存于）                             | 派偉俊                          | 派偉俊                          | 《王牌御史之獵妖教室》大電影片尾曲 |
| 2017年6月  | 奇市江湖 （页面存档备份，存于）                           | 方文山                          | 派偉俊                          | 2017淘寶造物節主題曲               |
| 2018年1月  | 戰鬥吧槍娘 （页面存档备份，存于）                         | 張藍云                          | 派偉俊                          | 動畫「槍娘」片尾曲                 |
| 2018年3月  | 勇氣 （页面存档备份，存于）                               | 方文山                          | 派偉俊                          | 2018央視春晚表演歌曲               |
| 2018年10月 | 不醒之城 （页面存档备份，存于）                           | 方文山                          | 派偉俊                          | 電影「破夢遊戲」主題曲             |
| 2019年6月  | 飛得更高 （页面存档备份，存于）                           | 派偉俊、郭芳妤 李硯筑           | 派偉俊                          |                                    |
| 2020年2月  | Don't Wanna Lie (feat.8lak、Hosea) （页面存档备份，存于） | 派偉俊、8lak Hosea、Jami Hollis | 派偉俊、8lak Hosea、Jami Hollis |                                    |
| 2020年5月  | 忘記你 (feat.Tyson Yoshi) （页面存档备份，存于）          | 派偉俊、Tyson Yoshi             | 派偉俊、Tyson Yoshi             |                                    |
| 2021年5月  | Cold (feat.莫宰羊) （页面存档备份，存于）                 | 派偉俊、莫宰羊                  | 派偉俊、莫宰羊                  |                                    |
| 2021年12月 | Drinking On A Tuesday （页面存档备份，存于）              | 派偉俊、Scott 宋星凱            | 派偉俊                          |                                    |
| 2022年11月 | 最後一次心碎 （页面存档备份，存于）                       | 派偉俊                          | 派偉俊                          |                                    |
| 2023年6月  | Don’t Waste My Love (feat.婁峻碩) （页面存档备份，存于）  | 派偉俊、婁峻碩                  | 派偉俊、婁峻碩                  |                                    |
| 2023年10月 | Sweet Dreams （页面存档备份，存于）                       | 派偉俊、剃刀蔣、 Father Orson   | 派偉俊                          | 2023新專輯《去妳的假日》主打歌     |
| 2023年10月 | Holiday （页面存档备份，存于）                            | 派偉俊                          | 派偉俊                          |                                    |
| 2025年1月  | Six Degrees （页面存档备份，存于）                        | Father Orson、 派偉俊 周杰倫    | 派偉俊                          |                                    |

### 為其他歌手合作/創作之歌曲
| 發表日期      | 歌曲                                 | 演唱                | 作詞                            | 作曲                        | 備註           |
| 2020年8月     | 21天 （页面存档备份，存于）          | 袁詠琳              | 迦安、袁詠琳                    | 派偉俊                      |                |
| 2020年12月    | 玩家 （页面存档备份，存于）          | 曹楊                | 黃俊郎                          | 陳佑宗、Kunny               |                |
| 2020年12月    | 濕眠                                 | 陳芳語              | Jinbo、派偉俊、陳芳語           | 呆伯特、派偉俊、陳芳語      |                |
| 2022年6月     | 意猶未盡 （页面存档备份，存于）      | Juice Boy、派偉俊   | Juice Boy、派偉俊               | Juice Boy、派偉俊           |                |
| 2022年7月     | Playlist （页面存档备份，存于）      | 婁峻碩              | 婁峻碩                          | 婁峻碩                      | 製作人：派偉俊 |
| 2022年11月    | Just Like You （页面存档备份，存于） | RayRay、派偉俊      | -                               | -                           |                |
| 2023年5月12日 | 一首歌 （页面存档备份，存于）        | 婁峻碩、派偉俊      | 派偉俊、婁峻碩                  | 派偉俊、婁峻碩              | 製作人：派偉俊 |
| 2023年5月31日 | Just Break Up （页面存档备份，存于） | 婁峻碩、Tyson Yoshi | 派偉俊、婁峻碩、Tyson Yoshi     | 派偉俊、婁峻碩、Tyson Yoshi | 製作人：派偉俊 |
| 2023年7月     | 碎片 （页面存档备份，存于）          | 陳零九              | 張伍、派偉俊                    | 派偉俊                      | 製作人：派偉俊 |
| 2024年9月13日 | Fuck You & Your Friends              | 派偉俊、Tyson Yoshi | Tyson Yoshi、派偉俊、Isaac Chan | 派偉俊                      |                |
| 2025年5月16日 | By my side                           | Tyson Yoshi、張敬軒 | 莫宰羊、Tyson Yoshi、派偉俊     | 派偉俊                      | 製作人：派偉俊 |

## 參與演出

### MV
- 2016年：周杰倫《告白氣球》

## 電視節目
- 2023年：TVB《星光熠熠耀保良》[4]

## 獎項紀錄
| 年份   | 屆次                | 專輯           | 獎項                 | 入圍           | 結果 |
| ------ | ------------------- | -------------- | -------------------- | -------------- | ---- |
| 2021年 | 第12屆金音創作獎    | 《燥熱》       | 最佳嘻哈專輯獎       | 《燥熱》       | 提名 |
| 2024年 | 2024 Hito流行音樂獎 | 《去妳的假日》 | Hito校園人氣創作歌手 | 《去妳的假日》 | 獲獎 |
| 2025年 | 2025 Hito流行音樂獎 |                | Hito年度大躍進       |                | 獲獎 |

## 资料来源
1. ↑  . COOL 潮流生活網.   [2021-05-18]. （原始内容存档于2021-09-03）.
2. ↑  . COOL 潮流生活網.   [2021-08-13]. （原始内容存档于2021-09-03）.
3. ↑  . Play Music.   [2017-08-03].
4. ↑  am730. . 2023-08-17  [2023-08-17]. （原始内容存档于2023-08-28）.

## 外部連結
- 派偉俊的Facebook專頁
- 派偉俊的Instagram帳戶
- YouTube上的派偉俊頻道
- 派偉俊的Twitch频道